# Prelaz Stelvio
Prelaz Stelvio (italijansko Passo dello Stelvio, nemško Stilfser Joch) je s svojimi 2757 m nadmorske višine najvišji asfaltirani gorski prelaz v vzhodnih Alpah in drugi najvišji v celotnih Alpah (najvišji je Col de l'lseran).
Prelaz se nahaja v italijanskih Alpah severno od Bormia v pokrajini Sondrio ter južno od Stilfsa v pokrajini  Bolzano-Bozen kakih 75 km od Bolzana, blizu švicarske meje. Cesta čez prelaz povezuje dolini Valtellina in Adige z mestom Merano. V bližini prelaza se nahaja gorska skupina Ortler kjer je večje število smučišč. 
Prelaz so začeli graditi Avstrijci v letih 1820−1825 z namenom, da bi povezali nekdanjo avstrijsko provinco Lombardijo s preostalo Avstrijo. Pred prvo svetovno vojno je v bližini prelaza potekala meja med Avstro-Ogrsko in Italijo, tako da je bil Ortler najvišji vrh Avstro-Ogrske. Med vojno je prelaz postal bojišče, kjer so potekali hudi spopadi, ki so se občasno preselili tudi na švicarsko ozemlje v okolici prelaza. Zaradi kršenja švicarske nevtralnosti so se vse tri strani sklenile poseben dogovor, ki bi te kršitve preprečeval. Po letu 1918 so prelaz zasedli Italijani. Danes preko prelaza, tako v zimskem kot tudi poletnem času, potekajo številne športne tekme.

## Dirka po Italiji
Trinajstkrat je gostil etapo Dirke po Italiji, prvič leta 1953, od tega je bil štirikrat cilj etape.
| Leto | Etapa | Kategorija | Začetek etape  | Konec etape      | Prvi na vrhu               | Zmagovalec etape           |
| ---- | ----- | ---------- | -------------- | ---------------- | -------------------------- | -------------------------- |
| 1953 | 20    | -          | Bolzano        | Bormio           | Fausto Coppi (ITA)         | Fausto Coppi (ITA)         |
| 1956 | 20    | -          | Sondrio        | Merano           | Aurelio Del Rio (ITA)      | Charly Gaul (LUX)          |
| 1961 | 20    | -          | Trento         | Bormio           | Charly Gaul (LUX)          | Charly Gaul (LUX)          |
| 1965 | 20    | Cima Coppi | Madesimo       | Prelaz Stelvio   | Graziano Battistini (ITA)  | Graziano Battistini (ITA)  |
| 1972 | 17    | Cima Coppi | Livigno        | Prelaz Stelvio   | José Manuel Fuente (ESP)   | José Manuel Fuente (ESP)   |
| 1975 | 21    | Cima Coppi | Alleghe        | Prelaz Stelvio   | Francisco Galdós (ESP)     | Francisco Galdós (ESP)     |
| 1980 | 20    | Cima Coppi | Cles           | Sondrio          | Jean-René Bernaudeau (FRA) | Jean-René Bernaudeau (FRA) |
| 1994 | 15    | Cima Coppi | Merano         | Aprica           | Franco Vona (ITA)          | Marco Pantani (ITA)        |
| 2005 | 14    | Cima Coppi | Neumarkt       | Livigno          | José Rujano (VEN)          | Iván Parra (COL)           |
| 2012 | 20    | Cima Coppi | Val di Sole    | Prelaz Stelvio   | Thomas de Gendt (BEL)      | Thomas de Gendt (BEL)      |
| 2014 | 16    | Cima Coppi | Ponte di Legno | Val Martello     | Dario Cataldo (ITA)        | Nairo Quintana (COL)       |
| 2017 | 16    | Cima Coppi | Rovetta        | Bormio           | Mikel Landa Meana (ESP)    | Vincenzo Nibali (ITA)      |
| 2020 | 18    | Cima Coppi | Pinzolo        | Laghi di Cancano | Rohan Dennis (AUS)         | Jai Hindley (AUS)          |